# Freistil (Band)
Freistil war eine deutschsprachige Popband aus Stuttgart. Sie veröffentlichte zwei Alben bei BMG Ariola. Das Album Alles ist neu erschien 2001, wurde von Martin Warnke† und Ralph Suda produziert; Im Jahr 2003 folgte Hörst du meine Lieder, welches von Dieter Falk produziert wurde. Die Band hatte mit Hartmut Engler von Pur einen Mentor, der sie unterstützte und in sein Vorprogramm einlud.
Freistil spielte Touren mit O-Town, B3 und nahm 2003 beim Vorentscheid zum Eurovision Song Contest teil. Die Teenieband war in den Zeitschriften Bravo und YAM präsent.
Sänger Philipp Schmid schreibt heute als Singer-Songwriter Lieder für sich und andere Künstler wie Thomas Godoj, Alexander Klaws, Staubkind oder den Kinofilm Hanni & Nanni.

## Diskografie
Alben
- 2002: Alles ist neu (Ariola)
- 2003: Hörst du meine Lieder (Ariola)

Singles
- 2001: Küssenschlacht (Ariola)
- 2001: Vergessen (Ariola)
- 2002: Nie mehr Schule (Ariola)
- 2003: Hörst du meine Lieder (Ariola)